# Irish Hobby
Le Irish Hobby est une race de chevaux de selle originaire d'Irlande qui s'est développée avant le XIIIe siècle et qui est aujourd'hui[Depuis quand ?] éteinte. Il est à l'origine de plusieurs races modernes de chevaux comme le Connemara et le Trait irlandais. Les Juments Irish Hobby irlandaise peuvent avoir été parmi les races de chevaux autochtones des Îles Britanniques ayant participé à la fondation du Pur-sang. Le Irish Hobby a été importé et utilisé en Angleterre et en Écosse pour des activités variées, comme les courses. 
Ce cheval rapide et agile était aussi populaire pour la guerre et était souvent utilisé par la cavalerie légère connue sous le nom d'Hobelars. Les Irish Hobbies ont été utilisés avec succès par les deux côtés pendant la guerre d'indépendance écossaise, avec Edward I d'Angleterre essayant de gagner l'avantage en empêchant les exportations irlandaises de chevaux en Écosse. Robert Bruce[Lequel ?] employa le Irish Hobby pour sa guérilla et pratiqua des raids montés, couvrant 95 à 110 km par jour.